# Raso (tessuto)

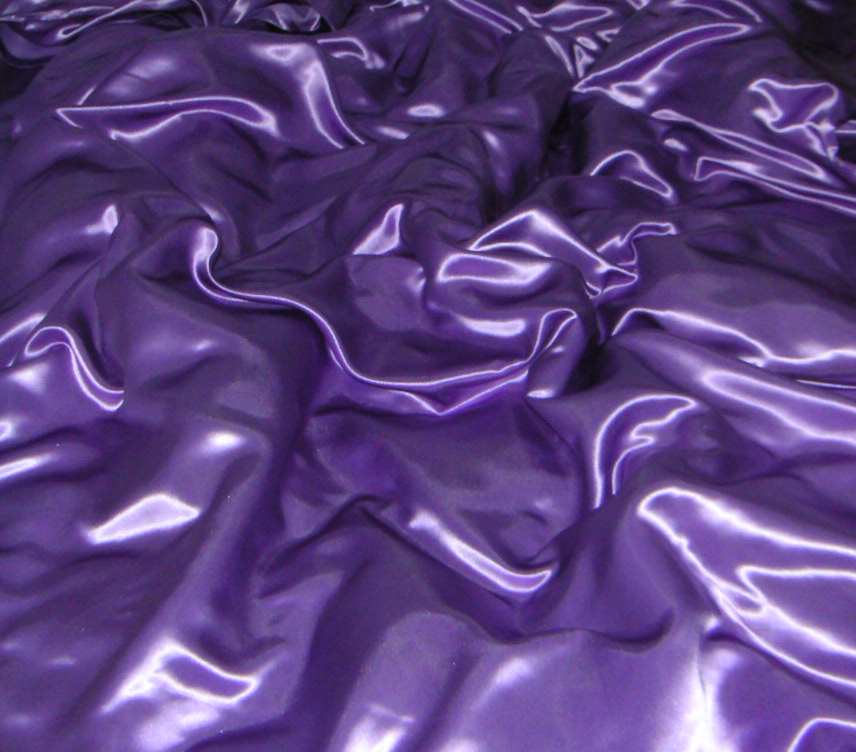
Tessuto di raso

Il raso o satin è un tessuto fine, lucido, uniforme, liscio, dalla mano morbida. Costruito con armatura a raso, in cui i punti di legatura sono radi e largamente distribuiti così da apparire nascosti.
Il suo materiale d'elezione è la seta, ma si può realizzare anche in fibre artificiali come il rayon o fibre sintetiche come il poliestere; se realizzato, invece, in cotone deve subire, come finissaggio, una calandratura per conferirgli l'aspetto lucido.

## Etimologia
Se il sostantivo "raso" suggerisce un'origine del verbo "radere" (raso=rasato, reso liscio), il sostantivo "satin" si ricollega invece a un toponimo cinese.

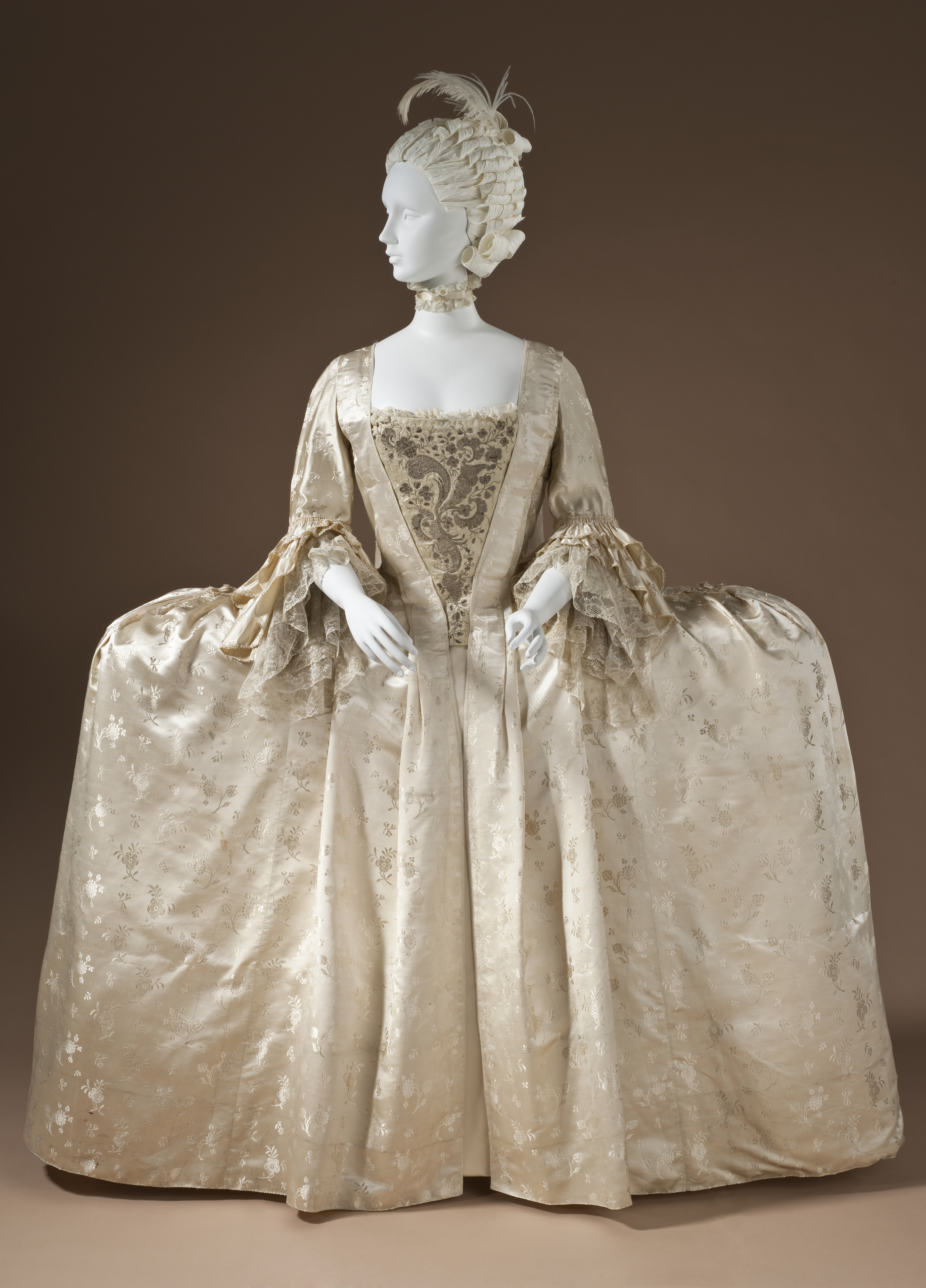
Satin inglese. Ca. 1765

Nel Medioevo, infatti, il satin era prodotto con la seta. Di conseguenza era molto caro e usato dalle classi abbienti. Divenne famoso in Europa nel XII secolo, e il termine deriva dalla principale città portuale cinese di Quanzhou, punto d'appoggio per commercianti stranieri, visitata da Marco Polo e da Ibn Baṭṭūṭa, il cui nome in arabo medievale era Zayton.. Tale identificazione fu contestata nel corso del XIX secolo, e alcuni studiosi preferivano associare la città al grande porto di Xiamen. Le registrazioni amministrative cinesi tuttavia hanno chiarito il ruolo centrale ricoperto da Quanzhou e l'eccellenza del suo porto, rispetto al meno importante approdo di Xiamen.

## Storia
La sua storia è strettamente collegata a quella della seta, per millenni monopolio della Cina. Il raso era un tessuto molto pregiato, utilizzato per l'abbigliamento e l'arredamento. In particolare il damasco e il broccato, che hanno come sfondo il raso, dal medioevo vestirono e ornarono le corti europee.

## Armatura raso
Il raso è una delle armature base insieme a tela e saia; ha slegature di trama lunghe, a evidente effetto di ordito sul diritto e di trama sul rovescio, dà risultati migliori nei tessuti con alta riduzione e con filati serici. Segue un ordine di spostamento (scoccamento) superiore all'unità, che viene coperto dagli orditi.

### Raso da cinque
- il quadretto nero indica che il filo di ordito passa davanti al filo di trama (alzata).
- Il quadretto bianco indica che il filo di trama passa davanti al filo d'ordito (riposo).
- quando vi sono più quadretti bianchi consecutivi in orizzontale abbiamo uno slegatura di trama.
- quando vi sono più quadretti neri consecutivi in verticale abbiamo uno slegatura d'ordito.

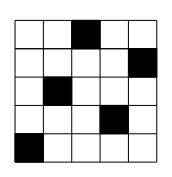
Armatura raso da 5

La più piccola armatura a raso necessita di 5 licci.

### Raso da sette

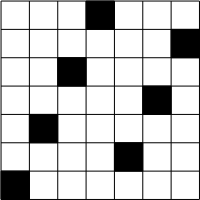
Armatura raso da 7

Necessita di 7 licci.

### Raso da otto

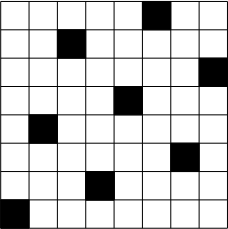
Armatura raso da 8

Necessita di 8 licci.

### Raso da nove

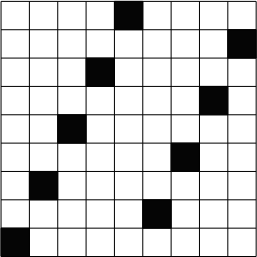
Armatura raso da 9

Necessita di 9 licci.

## Tessuti di raso
- rasatello: tessuto di cotone in armatura raso da 5, peso medio, molto liscio.
- damasco ha lo sfondo in raso.
- broccato ha trame aggiuntive chiamate trame broccate,
- lampasso: tessuto antico, operato, di grande pregio, conosciuto dal X secolo raggiunse la massima diffusione nel XVI secolo. Ha sfondo in raso con slegature di trame supplementari che formano il disegno, realizzato in seta era spesso arricchito con trame d'oro e argento. Pesante e compatto era destinato all'arredamento.

Il raso è adatto alla confezione di capi di abbigliamento fine come cravatte, biancheria intima, camicie, abiti femminili; si usa per fodere, tappezzeria e arredamento.